# Lilia Koulyk
Lilia Koulyk (née le 27 janvier 1987) est une athlète ukrainienne spécialiste du triple saut. 

## Palmarès

### Championnats du monde junior d'athlétisme
- Championnats du monde junior d'athlétisme 2006 à Pékin,  Chine
  -  Médaille de bronze du triple saut

### Championnats d'Europe espoirs d'athlétisme
- Championnats d'Europe espoirs d'athlétisme 2007 à Debrecen,  Hongrie
  -  Médaille d'or du triple saut
- Championnats d'Europe espoirs d'athlétisme 2009 à Kaunas,  Lituanie
  -  Médaille de bronze du triple saut